# 安全行政部
安全行政部（韩语：／）是大韩民国已撤銷的中央行政机关，相当于各国的內政部。首长称安全行政部长（／），兼任国务委员。

## 沿革
- 1948年11月：设立内务部与总务处。
- 1955年2月：总务处更名为国务院事务局。
- 1961年7月：国务院事务局更名为内阁事务处。
- 1963年12月：内阁事务处更名为总务处。
- 1991年11月：内务部新设警察廳。
- 1998年2月28日：总务处与内务部合并为行政自治部。
- 2004年6月1日：行政自治部新设消防防災廳（朝鲜语：대한민국 소방방재청）。
- 2008年2月29日：行政自治部、中央人事委员会、国家非常企划委员会合并为行政安全部。
- 2013年3月22日：行政安全部更名为安全行政部。
- 2014年11月19日：安全行政部改組为行政自治部（朝鲜语：대한민국 행정자치부）。

## 职责
国务会议事宜、法律与条约的公布、政府机构的编制、公务员的人事任命与服务及养老金管理、稽勋、政府革新、行政效率、电子政府以及信息保护、政府设施管理、地方自治制度、地方自治事宜、选举与国民公投、安全管理政策以及灾难管理事务、其他无对口管理部门的事项。

## 组织结构

### 部長及其下属
| - 部長（：／） - 发言人 - 部長政策顾问（3人） | - 第一次長 - 议定官 - 公务员劳资协力官 - 人事企画官 | - 第二次長 - 监查官 - 企业协力支援官 - 次官助理 |

### 下属机构
| - 运营支援课 - 企画调整室 - 政策企画官 - 行政先进化企画官 - 非常计划官 - 组职室 - 制度政策官 - 组织政策官 | - 人事室 - 人事政策官 - 人力开发官 - 成果厚生官 - 伦理服务官 - 灾难安全室 - 灾难安全管理官 - 非常对策企画官 | - 信息化战略室 - 信息化企画官 - 信息基础政策官 - 地方行政局 - 自治制度企画官 - 地方财政税制局 - 地方税制官 - 地域发展政策局 |

### 附属机构
| - 中央公务员教育院 - 地方行政研修院 - 国家档案院 - 总统档案馆 - 国家档案院歷史档案馆 - 首尔档案信息中心 | - 政府设施管理所 - 果川设施管理所 - 大田设施管理所 - 光州设施管理所 - 济州设施管理所 - 春川支所 | - 政府联合电算中心 - 光州政府联合电算中心 - 以北五道委員會 - 诉请审查委员会 - 电梯事故调查判定委员会事务局 - 国立科学搜查研究所 |

### 外厅
- 警察厅
- 消防防灾厅